# Guayaramerín (município)
Guayaramerín é um município do Departamento de Beni na Bolívia.